# Иса Секицки
Иса Секицки — Сима (Врбас, 20. фебруар 1917 — Кула, 23. септембар 1943) био је учесник Народноослободилачке борбе.

## Биографија
Рођен је 20. фебруара 1917. године у Врбасу. Отац Лазар Секицки је био власник млина у Врбасу. Мајка се звала Јеца, рођена Смиљански. Студирао је ветерину.
У мају 1941. био је учлањен у Комунистичку партију Југославије по одобрењу Покрајинског комитета партије за Војводину. Његов брат Младен је тада постављен за руководиоца месног актива СКОЈ-а, који је, крајем маја у Врбасу почео организовано да ради.
У јулу је одржан партијски састанак и донета је одлука да се одржи санитетски курс, да се формира посебна диверзантска група од најбољих скојеваца и неколико родољуба, да се припреми материјал за паљење жита и да се набави експлозивни материјал. У тој првој групи комесар је био Младен Секицки, Исин брат, а у саставу полазника санитетског курса, Катица Секицки, њихова сестра.
Између 31. јануара и 2. фебруара 1942. била су велика хапшења у Врбасу. Ухапшени су и родитељи Секицких. Иса и Младен су успели да избегну хапшење, бекством преко крова породичног млина.
Иса је много радио на организацији пребацивања родољуба и симпатизера у Срем, у партизанске јединице.
Покрајински комитет Партије и Главни штаб Војводине 11. августа 1943. формира Трећи бачко–барањски одред у Широком Долу на Фрушкој гори. Одред се састојао од 16 бораца, претежно Бачвана. Одред је пребачен у Бачку и подељен у пет група. Одред је вршио разне диверзантске акције: сечење жица, паљење кудељара, убијање жандарма и полицајаца, минирање пруга, итд. У ноћи између 16. и 17. септембра 1943. године, диверзантска група у којој се налазио и Иса Секицки, дигла је у ваздух један теретни воз на прузи Нови Сад–Суботица пред Новим Врбасом. Том приликом оштећена је локомотива и два вагона, a саобраћај је обустављен на краће време.
Ова диверзантска група није могла да се склони у Врбас због ситуације настале услед августовских хапшења. Због тога су се склонили на један салаш на бајшанском путу, у кулском атару.
Пронађени су 23. септембра и, у оружаној борби, Иса Секицки је убијен. На месту његове погибије подигнут је споменик.
После рата је 1951. подигнут споменик на Градском гробљу У Врбасу, у част Иси Секицком.
У Врбасу, Куцури, Крушчићу и у Кули, постоје улице које носе његово име.

## Галерија
- Иса Секицки као студент
- Диверзија након које је убијен Иса Секицки
- Бајшански пут у кулском атару
- Споменик на гробљу
- Натпис на споменику
- Споменик на месту погибије